# El Sosneado
El Sosneado – miejscowość w zachodniej Argentynie, u podnóża Andów. Leży w departamencie San Rafael prowincji Mendoza. Znajduje się u wylotu doliny, w której stoi stary, opuszczony hotel Termas el Sosneado i są gorące lecznicze źródła. W 2001 roku miejscowość liczyła 91 mieszkańców.